# Rezerwat przyrody Szachownica
Rezerwat przyrody Szachownica – geologiczny rezerwat przyrody w województwie śląskim, powiecie kłobuckim, gminie Lipie. Znajduje się pod zarządem Nadleśnictwa Kłobuck, w leśnictwie Wapiennik. Powierzchnia rezerwatu wynosi 12,7 ha. Obszar rezerwatu podlega ochronie czynnej.

## Opis
Został utworzony w 1978 roku w celu ochrony wapiennego wzgórza Krzemienna Góra porośniętego kwaśną buczyną niżową oraz systemu korytarzy proglacjalnej jaskini Szachownica. Miejsce masowej zimowej hibernacji nietoperzy. Krzemienną Górę przecina z północy na południe wyrobisko kamieniołomu. System jaskiniowy Szachownicy został odsłonięty w trakcie eksploatacji kamienia.
Rezerwat położony jest w otulinie Załęczańskiego Parku Krajobrazowego.